# Быков (Житомирская область)
Быков (укр. Биків) — село на Украине, основано в 1732 году, находится в Брусиловском районе Житомирской области.
Население по переписи 2001 года составляет 278 человек. Занимает площадь 11,9 км².

## География
Расположен в 35 км юго-западнее Брусилова, в 9 км от железнодорожной станции Скочище. Через село Быков протекает река Здвиж. На окраине села обнаружены городище и могильник времен Киевской Руси.

## Адрес местного совета
12642, Житомирская область, Брусиловский р-н, с. Озёра